# Pieprz kubeba

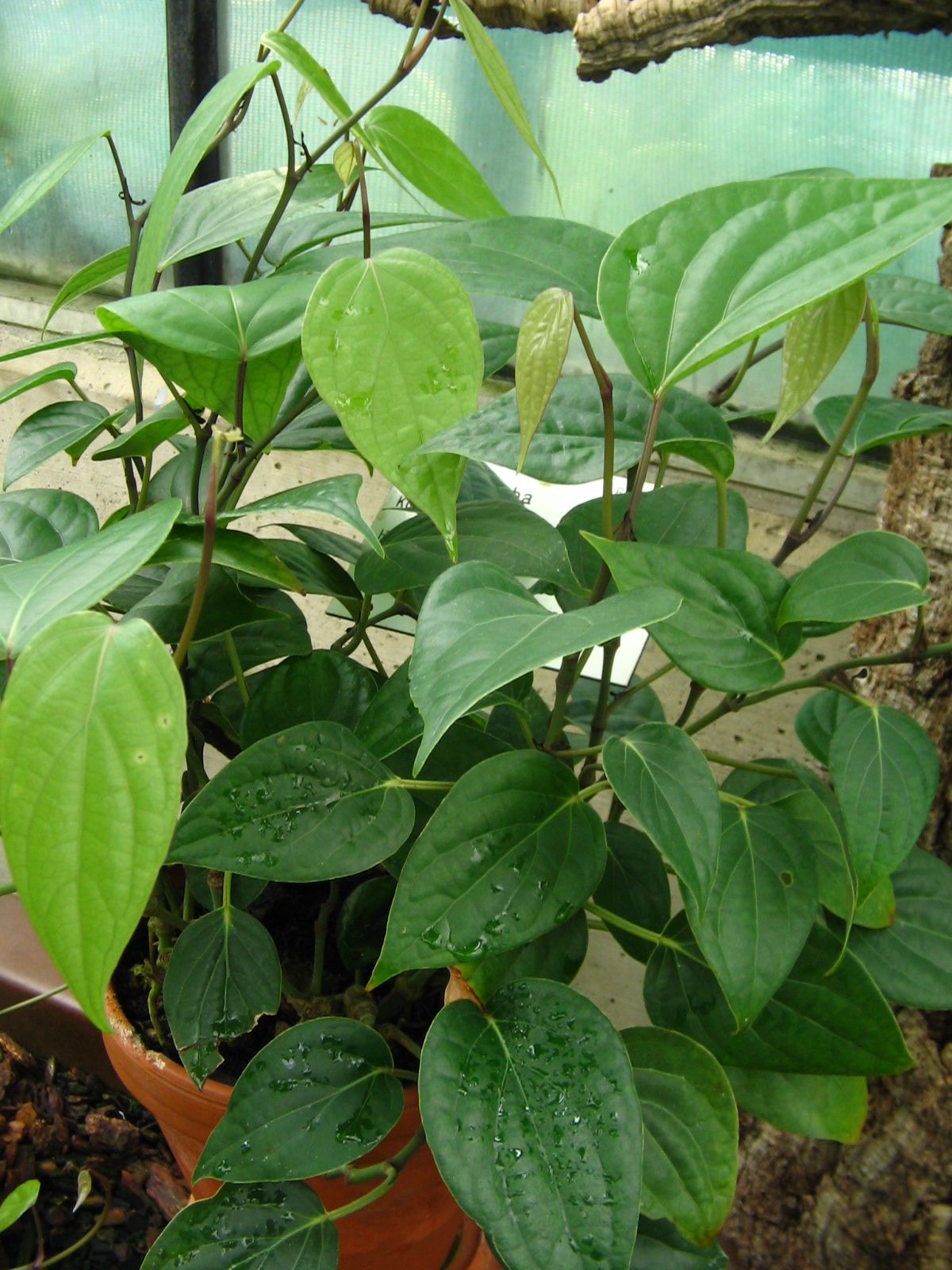

Pieprz kubeba (Piper cubeba L.) – gatunek rośliny z rodziny pieprzowatych. Występuje w Malezji, uprawiany jest głównie na Jawie i Sumatrze.

## Morfologia
Krzewiaste pnącze o liściach skórzastych, dolne – sercowatego kształtu, górne jajowatopodługowate. Kwiaty zarówno męskie jak i żeńskie w oddzielnych kwiatostanach. Owoce tzw. kubeby aromatyczne o bardzo ostrym smaku, usadowione na szypułkach nieco dłuższych niż w przypadku pieprzu czarnego. Owoce silnie pomarszczone w kolorze brązowoczarnym zebrane w walcowatego kształtu grona.

## Zastosowanie
Z owoców uzyskuje się tzw. kubebinę kamforową mającą zastosowanie w lecznictwie ludowym, bywa też używany jako dodatek aromatyzujący w produkcji żywności.